# Internationales Jahr der Wüsten und Wüstenbildung

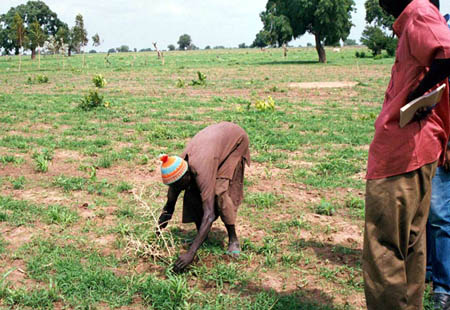
Wiederaufforstungsprojekt im Senegal, um den Vormarsch der Wüste aufzuhalten

Das Jahr 2006 wurde von den Vereinten Nationen zum Internationalen Jahr der Wüsten und Wüstenbildung (englisch International Year of Deserts and Desertification, IYDD) erklärt.
Die Wahl fiel auf 2006, weil sich in diesem Jahr das Inkrafttreten des Übereinkommens der Vereinten Nationen zur Bekämpfung der Wüstenbildung zum zehnten Mal jährt.
Ziel ist es, auf die Wüstengebiete der Welt und insbesondere auf das Problem der Wüstenbildung (Desertifikation) aufmerksam zu machen.